# Église Saint-Étienne de Saint-Étienne-du-Rouvray
Pour les articles homonymes, voir Église Saint-Étienne et Saint-Étienne (homonymie).
L'église Saint-Étienne est une église paroissiale catholique située à Saint-Étienne-du-Rouvray, en France.

## Localisation
L'église est située dans le département français de la Seine-Maritime, sur la commune de Saint-Étienne-du-Rouvray.

## Historique
La nef date du XVIe siècle, le clocher du XVIIe. Le chœur, construit en 1619, fut détruit en 1836 avant d’être reconstruit l’année d’après.
Les vitraux, classés pour certains aux monuments historiques en 1908, furent détruits en 1941,.
L'édifice est recensé depuis 1987 à l’inventaire général du patrimoine culturel.
Le 26 juillet 2016, une prise d'otages a lieu dans l’église pendant la messe du matin. Le prêtre Jacques Hamel est égorgé par les deux assaillants qui sont ensuite abattus. L’État islamique revendique l’attaque. Une messe de réparation est célébrée le 2 octobre 2016 afin de rendre au culte l'église profanée, la porte principale de l’Église devient alors la deuxième Porte Sainte de l'archidiocèse à l'occasion du Jubilé de la Miséricorde.

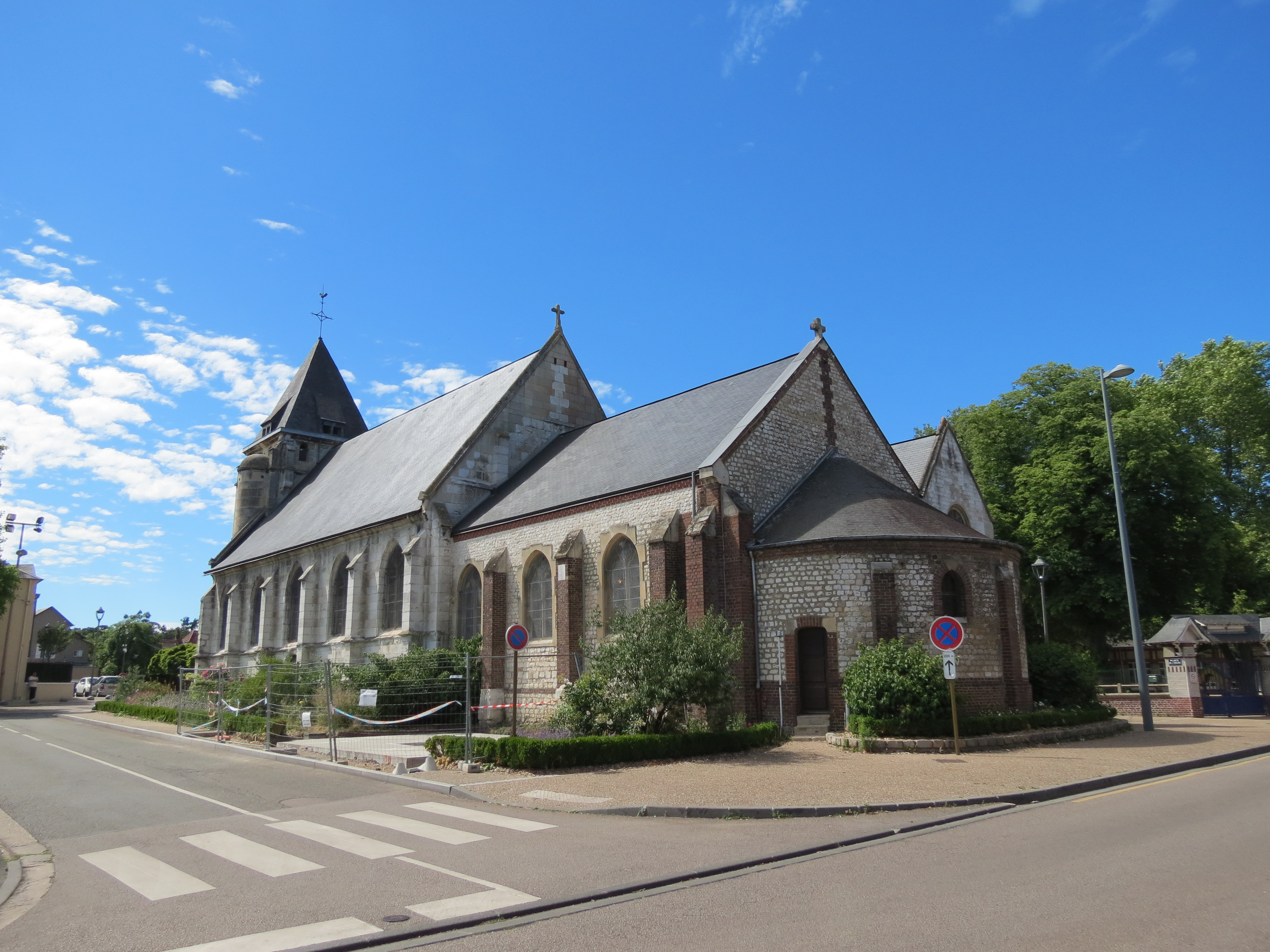
Vue extérieure depuis le sud-est.
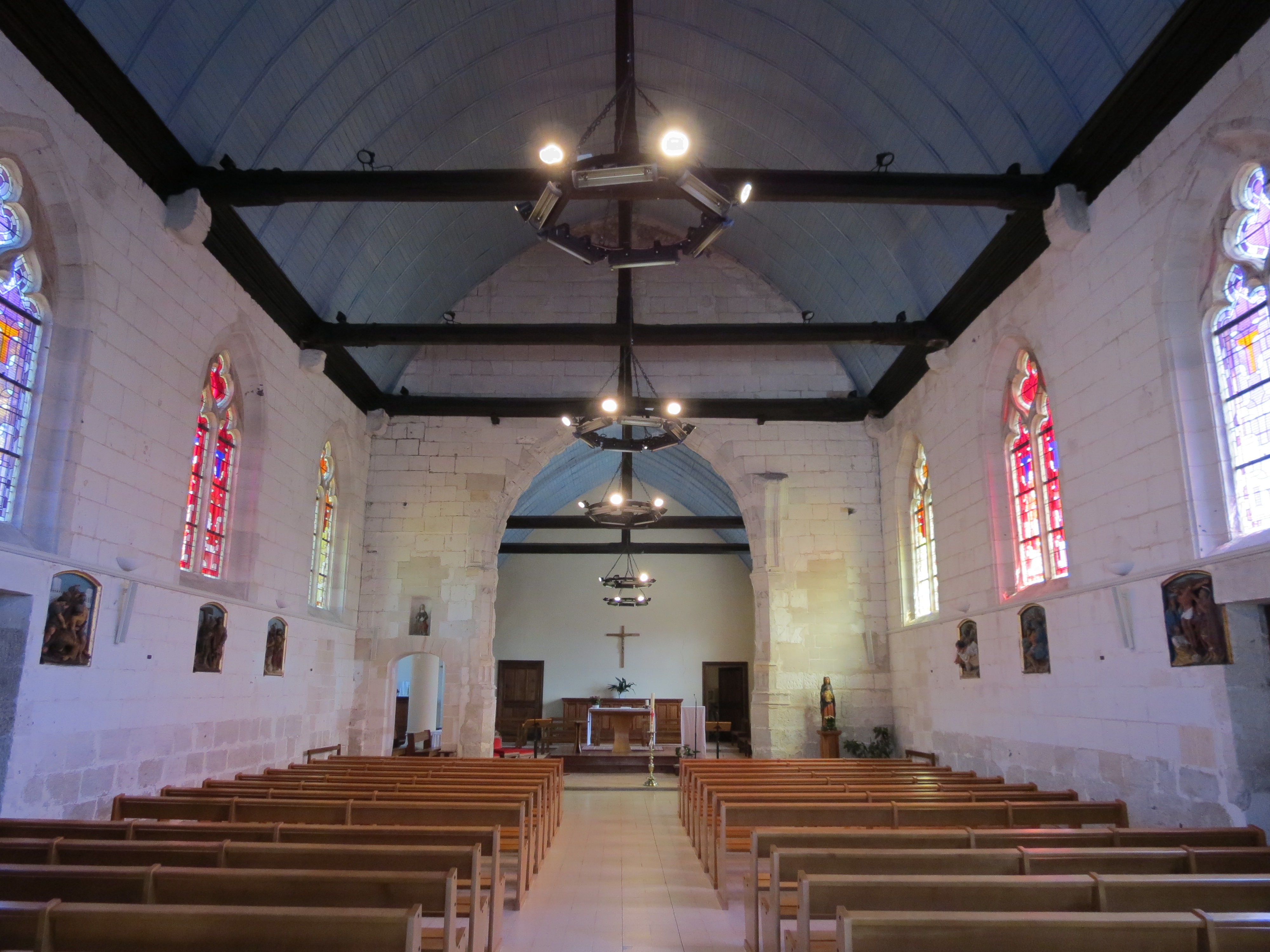
Nef vue depuis l'entrée.
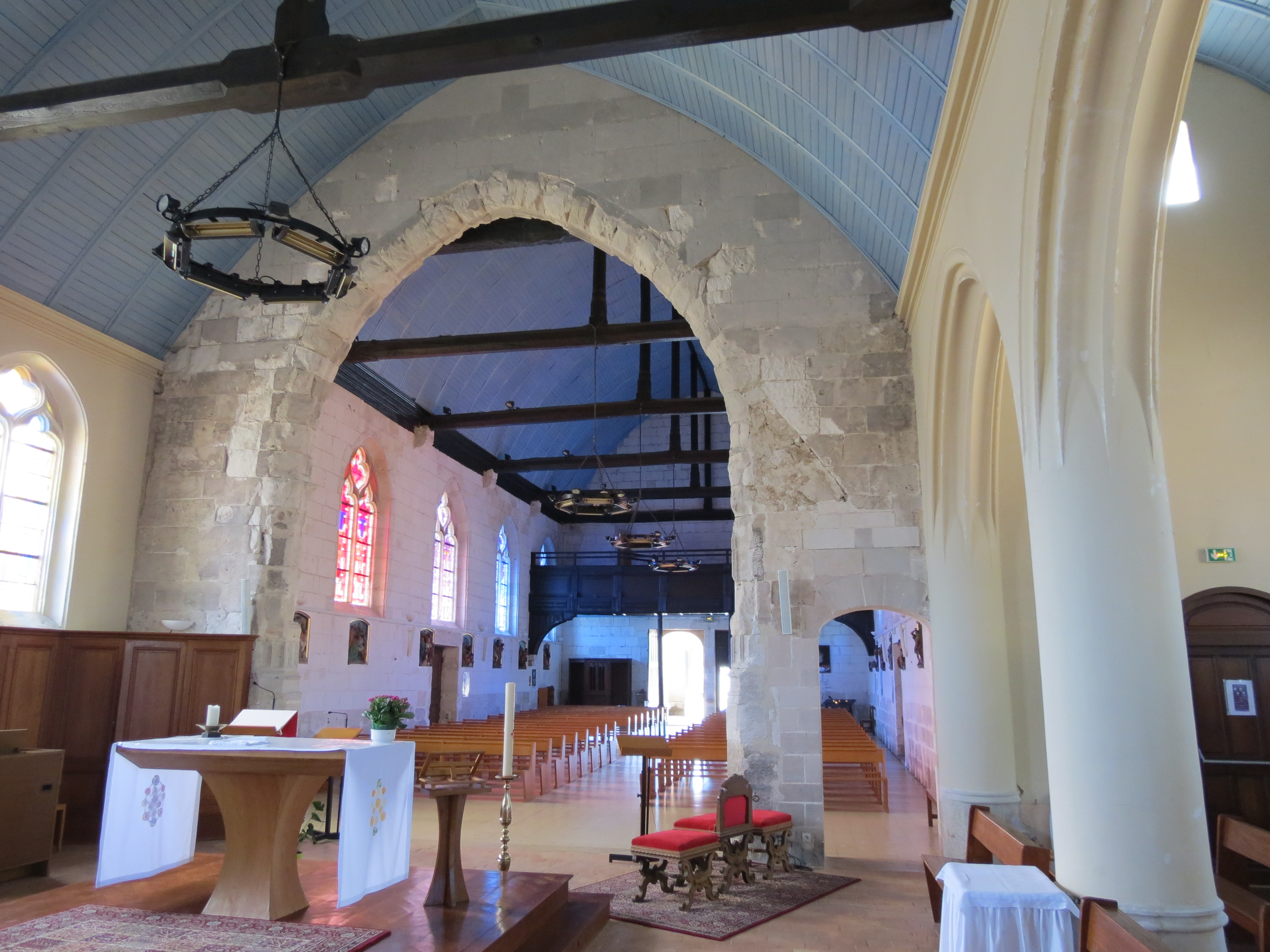
Chœur et nef vue vers l'entrée.
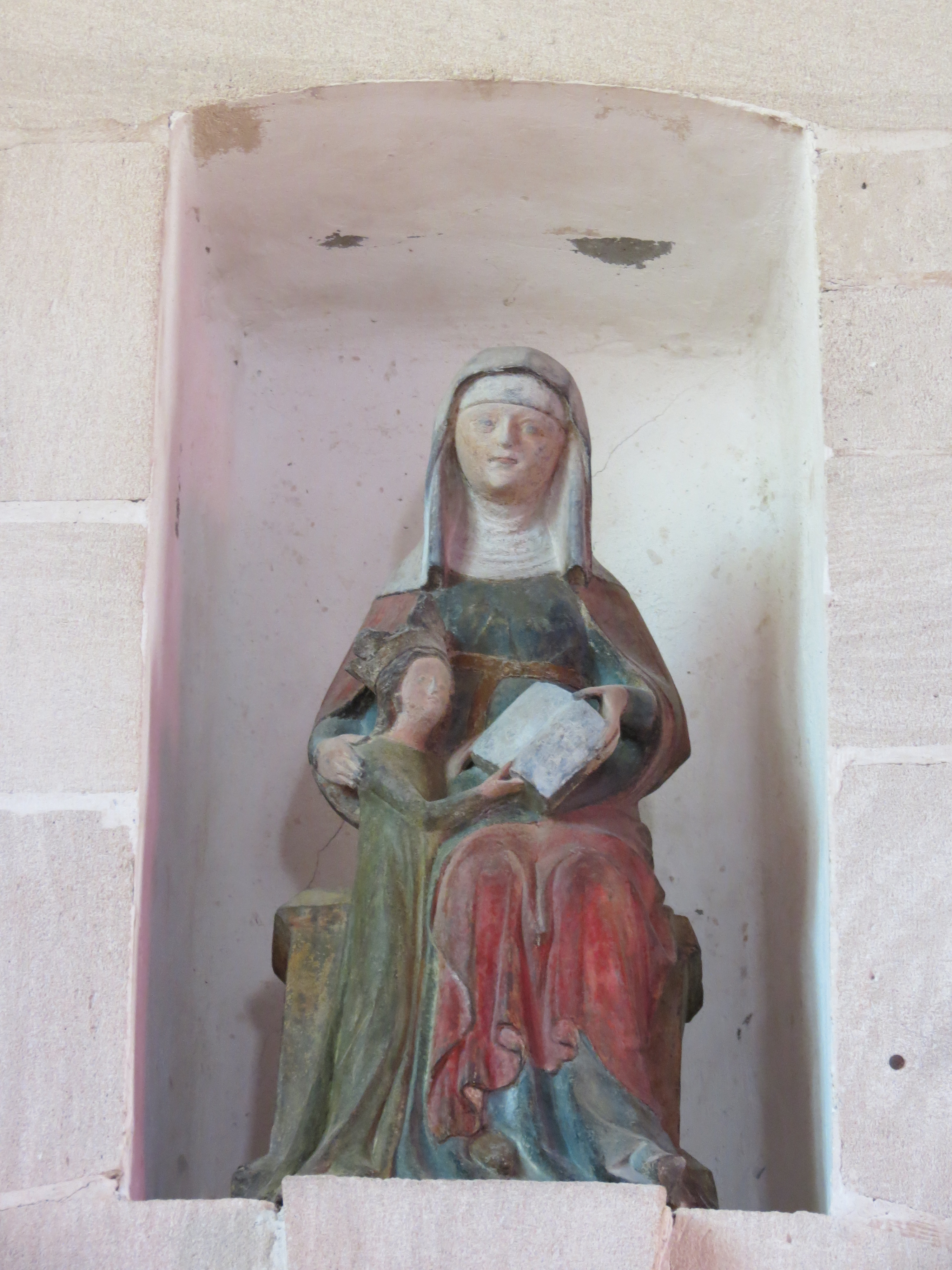
Sainte Anne en bois peint du XVIe siècle.

## Mobilier
Une statue en bois polychrome datant du XVIe siècle et représentant Sainte Anne , ainsi qu’une toile du XVIIe siècle sur la Vocation religieuse se trouvent dans l’église.